# Crypteffigies megalurus
Crypteffigies megalurus är en stekelart som först beskrevs av Heinrich 1961.  Crypteffigies megalurus ingår i släktet Crypteffigies och familjen brokparasitsteklar. Inga underarter finns listade i Catalogue of Life.